# Ptilodactyla crenuatostriata
Ptilodactyla crenuatostriata là một loài bọ cánh cứng trong họ Ptilodactylidae. Loài này được Redtenbacher miêu tả khoa học năm 1868.